# Дікінсон (Північна Дакота)
Дікінсон (англ. Dickinson) — місто (англ. city) в США, в окрузі Старк штату Північна Дакота. Населення — 25 679 осіб (2020).

## Географія
Дікінсон розташований за координатами 46°53′8″ пн. ш. 102°47′12″ зх. д. / 46.88556° пн. ш. 102.78667° зх. д. (46.885456, -102.786789).  За даними Бюро перепису населення США в 2010 році місто мало площу 25,97 км², з яких 25,80 км² — суходіл та 0,17 км² — водойми. В 2017 році площа становила 36,81 км², з яких 36,63 км² — суходіл та 0,18 км² — водойми.

### Клімат
| Клімат : Дікінсон       | Клімат : Дікінсон | Клімат : Дікінсон | Клімат : Дікінсон | Клімат : Дікінсон | Клімат : Дікінсон | Клімат : Дікінсон | Клімат : Дікінсон | Клімат : Дікінсон | Клімат : Дікінсон | Клімат : Дікінсон | Клімат : Дікінсон | Клімат : Дікінсон | Клімат : Дікінсон |
| Показник                | Січ.              | Лют.              | Бер.              | Квіт.             | Трав.             | Черв.             | Лип.              | Серп.             | Вер.              | Жовт.             | Лист.             | Груд.             | Рік               |
| Абсолютний максимум, °C | 13,9              | 18,9              | 26,1              | 31,7              | 34,4              | 37,8              | 40,6              | 42,2              | 38,9              | 34,4              | 21,1              | 15,6              | 42,2              |
| Середній максимум, °C   | −3,1              | −0,7              | 5,1               | 13,0              | 18,9              | 24,1              | 28,7              | 28,4              | 21,8              | 13,6              | 4,4               | −2,2              | 12,7              |
| Середня температура, °C | −8,7              | −6,4              | −1,1              | 5,7               | 11,7              | 16,8              | 20,7              | 20,2              | 14,0              | 6,6               | −1,4              | −7,8              | 5,8               |
| Середній мінімум, °C    | −14,3             | −12,2             | −7,3              | −1,6              | 4,5               | 9,5               | 12,7              | 12,0              | 6,2               | −0,4              | −7,3              | −13,5             | −1                |
| Абсолютний мінімум, °C  | −38,3             | −32,8             | −33,3             | −20               | −8,9              | 0,0               | 3,9               | 0,0               | −8,3              | −16,1             | −30               | −33,3             | −38,3             |
| Норма опадів, мм        | 7                 | 8                 | 18                | 37                | 59                | 81                | 62                | 39                | 37                | 31                | 14                | 6                 | 400               |
| Днів з опадами          | 5,2               | 4,3               | 6,4               | 7,8               | 10,9              | 12,2              | 9,5               | 6,8               | 6,6               | 6,2               | 5,7               | 4,9               | 86,5              |
| Днів зі снігом          | 5,2               | 4,8               | 4,7               | 2,7               | ,3                | 0                 | 0                 | 0                 | ,2                | 1,0               | 4,9               | 5,1               | 28,8              |
| ----------------------- | ----------------- | ----------------- | ----------------- | ----------------- | ----------------- | ----------------- | ----------------- | ----------------- | ----------------- | ----------------- | ----------------- | ----------------- | ----------------- |
| Джерело: NOAA           |                   |                   |                   |                   |                   |                   |                   |                   |                   |                   |                   |                   |                   |

## Демографія
Згідно з переписом 2010 року, у місті мешкало 17 787 осіб у 7521 домогосподарстві у складі 4308 родин. Густота населення становила 685 осіб/км².  Було 7865 помешкань (303/км²).
Расовий склад населення:
| - 94,2 % — білих - 1,5 % — азіатів - 1,2 % — корінних американців - 1,0 % — чорних або афроамериканців - 0,1 % — вихідців з тихоокеанських островів |

До двох чи більше рас належало 1,5 %. Частка іспаномовних становила 2,1 % від усіх жителів.
За віковим діапазоном населення розподілялося таким чином: 21,0 % — особи молодші 18 років, 62,9 % — особи у віці 18—64 років, 16,1 % — особи у віці 65 років та старші. Медіана віку мешканця становила 35,6 року. На 100 осіб жіночої статі у місті припадало 97,3 чоловіків;  на 100 жінок у віці від 18 років та старших — 95,2 чоловіків також старших 18 років.
Середній дохід на одне домашнє господарство  становив 82 382 долари США (медіана — 71 144), а середній дохід на одну сім'ю — 99 591 долар (медіана — 86 202). Медіана доходів становила 57 353 долари для чоловіків та 36 448 доларів для жінок. За межею бідності перебувало 7,1 % осіб, у тому числі 4,8 % дітей у віці до 18 років та 15,6 % осіб у віці 65 років та старших.
Цивільне працевлаштоване населення становило 11 934 особи. Основні галузі зайнятості: освіта, охорона здоров'я та соціальна допомога — 18,0 %, сільське господарство, лісництво, риболовля — 15,3 %, роздрібна торгівля — 11,7 %, виробництво — 9,0 %.